# Raymond Poincaré
Raymond Poincaré (Bar-le-Duc, 20 de agosto de 1860-París, 15 de octubre de 1934) fue un político francés, presidente de la República durante la Primera Guerra Mundial y primer ministro de Francia en tres ocasiones: entre 1912 y 1913; entre 1922 y 1924, y entre 1926 y 1929. Fue un líder conservador, comprometido principalmente con la estabilidad política y social.

## Biografía
Nacido en Bar-le-Duc, Mosa, Francia, Raymond Poincaré era hijo de Nanine Marie Ficatier, una mujer profundamente religiosa y Nicolas Antonin Hélène Poincaré, un distinguido funcionario y meteorólogo. Raymond también era primo de Henri Poincaré, el famoso matemático. Educado en la Universidad de París, Raymond fue convocado al Colegio de Abogados de París y durante algún tiempo fue editor de derecho del Voltaire. A los 20 años se convirtió en el abogado más joven de Francia.  y fue nombrado secretario de la Conferencia del Colegio de Abogados de París. Como abogado, defendió con éxito a Julio Verne en una demanda por difamación presentada contra el famoso autor por el químico Eugène Turpin, inventor del explosivo melinita, quien afirmó que el personaje del "científico loco" en el libro de Verne Ante la bandera estaba basado en él.  A la edad de 26 años, Poincaré fue elegido miembro de la Cámara de Diputados, convirtiéndose en el diputado más joven de la cámara.

## Trayectoria
Poincaré trabajó casi un año en el Ministerio de Agricultura cuando en 1887 fue elegido diputado por el departamento del Mosa. Obtuvo una gran reputación en el parlamento como economista, y formó parte de las comisiones presupuestarias de 1890, 1891 y 1892. Sirvió como ministro de Educación, Bellas Artes y Religión en el primer gabinete de Charles Dupuy (abril a noviembre de 1893), y en los dos siguientes mandatos lo hizo como ministro de Finanzas.
Fue nombrado ministro de Instrucción Pública en el gobierno de Alexandre Ribot. A pesar de haber sido excluido del gabinete radical que siguió a este, el proyecto de revisión de las penas capitales propuesto por el nuevo ministro estuvo basado en sus propuestas del año anterior. Fue nombrado vicepresidente de la cámara en el otoño de 1895 y, a pesar de la hostilidad de los radicales, conservó su puesto en 1896 y 1897.
Junto con otros seguidores del «oportunista» Léon Gambetta, Poincaré fundó la Alianza Democrática en 1902, que se convirtió en el partido más importante del centro-derecha durante la Tercera República Francesa. En 1906 regresó como ministro de Finanzas durante el breve ministerio de Sarrien. Durante su carrera política continuó el ejercicio de su profesión, y publicó varios volúmenes de ensayos sobre temas literarios y políticos.
El «Poincarismo» se convirtió en un movimiento político, y fue el término utilizado por Georges Clemenceau en 1902 para definir a una generación de jóvenes políticos conservadores que habían perdido el idealismo de los fundadores de la república. Después de 1911, el término pasó a significar «renovación nacional» contra la amenaza alemana. Tras la Primera Guerra Mundial se refería al apoyo que brindó a intereses empresariales y financieros.Poincaré fue conocido por su disputa de por vida con Georges Clemenceau. Clemenceau y Poincaré se detestaban absolutamente y se enzarzaron en una de las disputas más prolongadas de la política francesa. El historiador británico Anthony Adamthwaite describió a Poincaré como alguien que tenía una "obsesión con Clemenceau que rayaba en la paranoia" y como un "tipo frío cuya única pasión eran los gatos".

## Primer ministro
Fue elegido primer ministro en enero de 1912 y comenzó siguiendo una política de línea dura contra Alemania, conocida por restaurar los cercanos lazos en la alianza con Rusia. Se enfrentó a la alternativa entre proteger los intereses franceses internos o los coloniales: los aliados e intereses europeos de Francia estaban amenazados por Alemania, mientras que las colonias situadas en el Mediterráneo oriental estaban siendo vulnerables a la rebelión; Italia estaba desafiando la preeminencia religiosa y cultural francesa en Siria y en el Líbano, y Gran Bretaña su influencia económica en la zona. Poincaré decidió dar prioridad a las colonias del Mediterráneo oriental, en particular Siria, y de este modo se acercaba a Alemania. Sus políticas y su fuerte oposición a los nacientes movimientos panárabes prefiguraron la política estratégica de Francia después de la Primera Guerra Mundial.
Tras su mandato en la Presidencia, en 1922 regresó como primer ministro, una vez más, conocida por sus políticas antialemanas, justificándolo diciendo que 

la población de Alemania está creciendo, su industria está intacta, sin factorías que reconstruir, no tiene minas ahogadas. Sus recursos están intactos, sobre y bajo tierra. Enfrente de ella estaría Francia con una población que apenas crece.

Frustrado ante la incapacidad de Alemania para pagar las reparaciones de guerra, en 1922 Poincaré abogó por sanciones económicas conjuntas franco-británicas contra Alemania, oponiéndose a acciones militares. Sin embargo, hizo frente a la hostilidad de británicos, norteamericanos y alemanes, viendo que el carbón para la producción francesa de acero y la reconstrucción industrial en las zonas devastadas se estaba agotando. Le exasperaba la inacción británica; por todo ello, el 11 de enero de 1923 decidió la ocupación del Ruhr para obtener él mismo las reparaciones: esto provocó la hiperinflación alemana y una fuerte depreciación del franco.
La crisis financiera lo devolvió al poder por tercera vez en 1926, convirtiéndose una vez más en primer ministro y ministro de Finanzas hasta su retiro en 1929.

## Presidencia

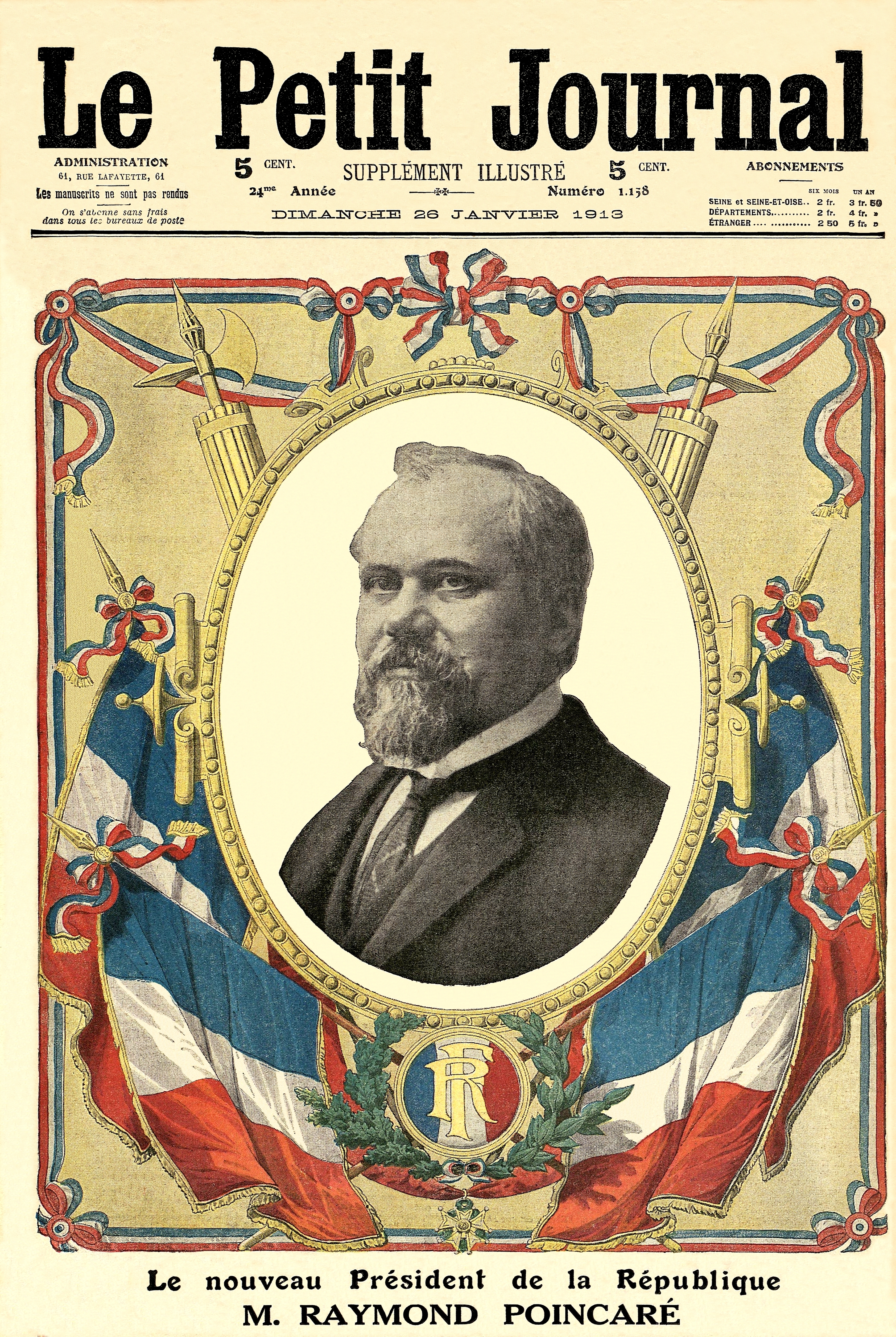
Raymond Poincaré donde se muestra cuando ganó las elecciones de Francia.

Poincaré ganó las elecciones a la Presidencia de la República Francesa en 1913, sucediendo a Armand Fallières. Intentó convertir la oficina presidencial en el lugar de poder que no había sido desde Mac Mahon en la década de 1870. Continuó administrando las relaciones exteriores en particular. Visitó Rusia por segunda vez (la primera siendo presidente) para reforzar la alianza franco-rusa tras el atentado de Sarajevo de junio de 1914. 
En 1915 presentó una polémica ley de desnaturalización que sería aplicable a los ciudadanos franceses de «orígenes enemigos» y que mantuviese la nacionalidad originaria. Y a través de otra ley aprobada en 1927 el Gobierno podría retirar la nacionalidad a cualquier nuevo ciudadano que cometiese actos contrarios a los «intereses nacionales» franceses.
Durante el ministerio de Georges Clemenceau, en 1917, fue cada vez más marginado de los asuntos políticos: creía que el armisticio había llegado demasiado pronto y que el ejército francés debería haberse adentrado aún más en Alemania. En la Conferencia de Paz de París y en las negociaciones del Tratado de Versalles quería que la zona alemana de Renania fuese puesta bajo control militar aliado. Poincaré escribió un memorándum a la conferencia, diciendo que durante la guerra franco-prusiana Alemania había ocupado militarmente varias provincias francesas, las cuales no evacuó hasta que recibió la totalidad de las indemnizaciones, en tanto que Francia reclamaba reparaciones por el daño causado.
El mariscal Ferdinand Foch urgió a Poincaré a acogerse a los poderes fijados en las leyes constitucionales y asumir las negociaciones, debido a su preocupación de que Clemenceau no estaba consiguiendo los propósitos de Francia. No lo hizo y cuando el gobierno francés aceptó los términos obtenidos por Clemenceau, consideró la renuncia, pero finalmente se abstuvo.
De enero de 1922 a mediados de 1924, fue presidente del Gobierno y ministro de Asuntos Exteriores y, como tal, tuvo que gestionar el Incidente de Corfú y la ocupación del Ruhr.

## Familia
Su hermano Lucien Poincaré (1862-1920) fue un famoso químico, que se convirtió en inspector general de Instrucción Pública en 1902 y es autor de los libros La Physique moderne (1906) y L´Electricité (1907). Su primo Henri Poincaré (1854-1912) fue un famoso físico y matemático.